# South Devon Railway (1991)

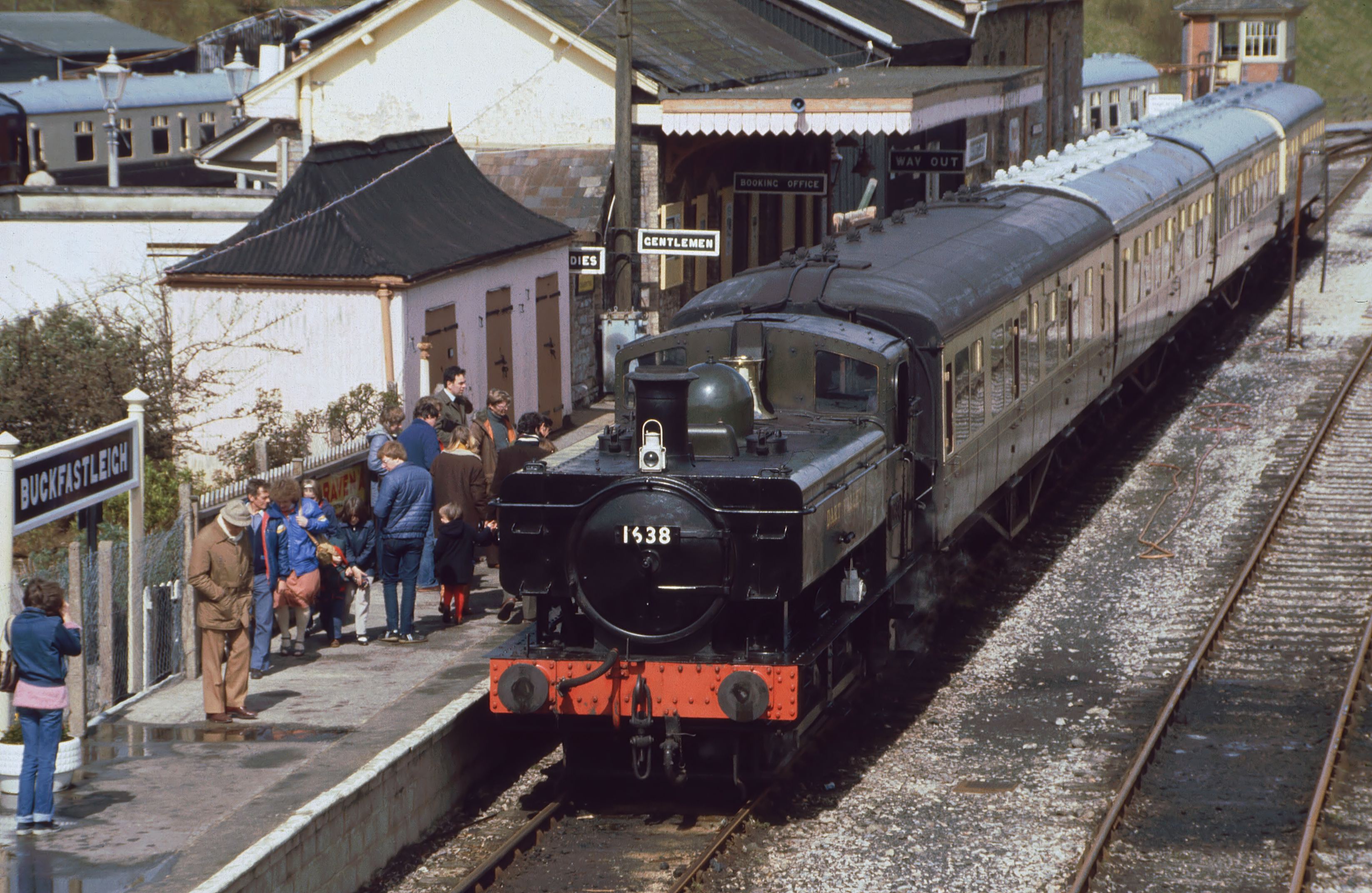
Zug der South Devon Railway am Bahnhof Buckfastleigh; Zugmaschine ist hier eine sogenannte Pannier-Tank-Lokomotive der GWR-Klasse 1600 (1638)

Die South Devon Railway ist eine Touristeneisenbahn, die entlang des Dart River zwischen Buckfastleigh und Totnes verkehrt. Sie wird auf gemeinnütziger Basis betrieben.

## Geschichte
Die Bahnlinie wurde ursprünglich von der Buckfastleigh, Totnes and South Devon Railway gebaut und am 1. Mai 1872 eröffnet – in Breitspur 7 Fuß ¼ Zoll (2140 mm). Einige Jahre später wurde das Gleis auf Normalspur von 4 Fuß 8½ Zoll (1435 mm) innerhalb eines Wochenendes umgestellt. Der Streckenverlauf ging damals von Totnes bis Ashburton über Buckfastleigh, dem heutigen Endbahnhof. 1876 übernahm die Great Western Railway die Eisenbahnstrecke. Endgültig stillgelegt wurde sie am 7. September 1962. Die Wiedereröffnung fand am 5. April 1969 durch die Dart Valley Railway statt. Der Gleisabschnitt von Buckfastleigh nach Ashburton blieb aber stillgelegt, weil beim Bau der Schnellstraße A38 die Bahntrasse nach Ashburton im Weg war. Die sogenannte Primrose Line (Schlüsselblumen-Strecke) verband nur Totnes und Buckfastleigh miteinander. Im alten Bahnhof Ashburton ist heute eine Autowerkstatt untergebracht. Am 1. Januar 1991 übernahm schließlich der South Devon Railway Trust (SDRT) den Betrieb – der Teil der Holding „South Devon Railway Group“ (SDR) ist.

## Heutiger Betrieb

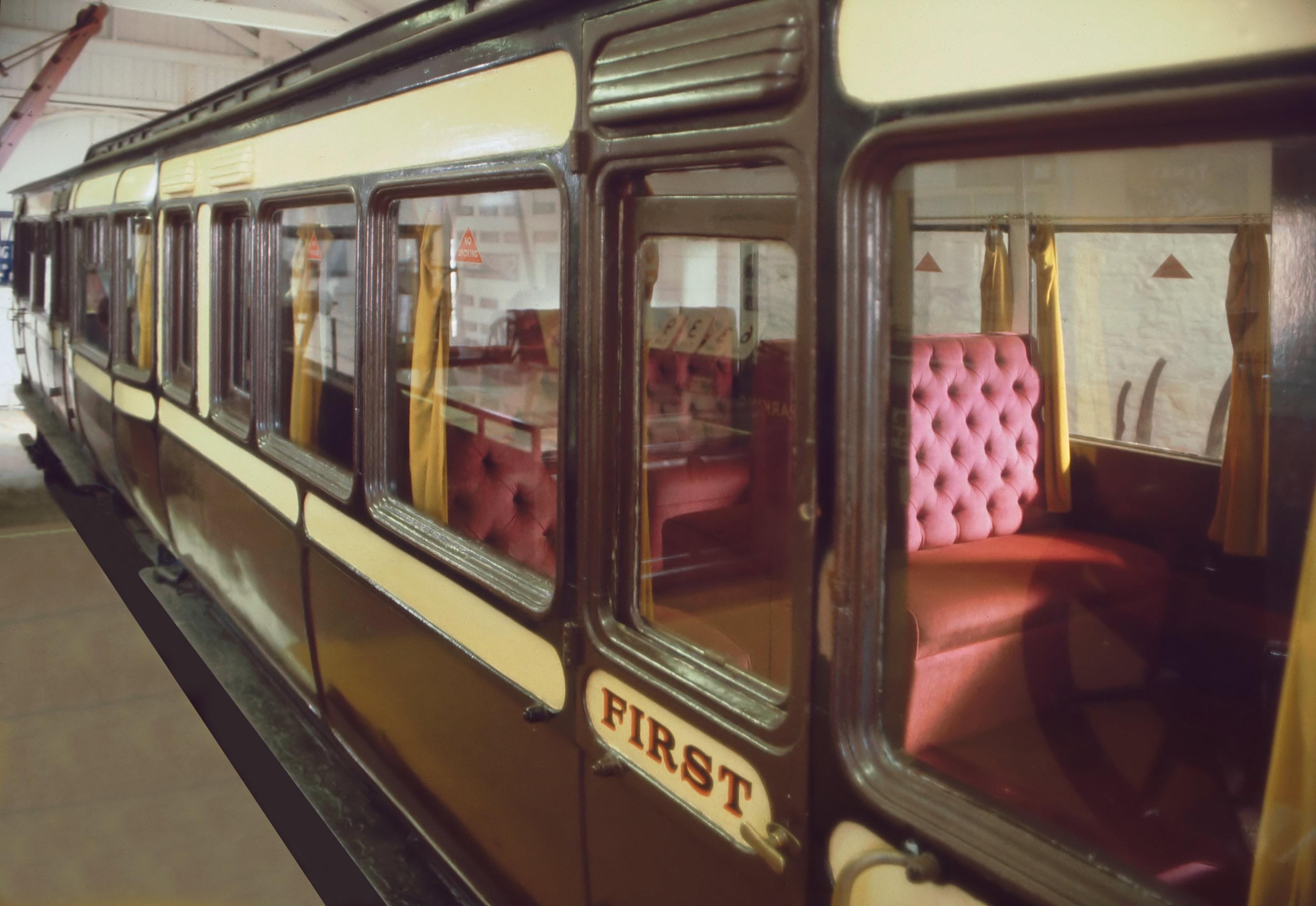
Historischer Waggon

Als Zugmaschinen werden verschiedene Dampflokomotiven sowie ältere Dieselloks eingesetzt – zusammen mit einigen historischen Waggons. Die South Devon Railway (SDR) verfügt auch über Dieseltriebwagen und Wendezüge mit Dampflokomotiven.
Die Zentrale der SDR befindet sich heute in Buckfastleigh. Dort wurde der Bahnhof ausgebaut und bietet heute viele Attraktionen wie einen Irrgarten, ein Museum, eine Schmalspurbahn, Spazierwege und eine sehr schöne Gartenanlage, ein Restaurant und vieles mehr. Kostenlose Bahnbusse (teilweise alte Doppeldeckerbusse aus London) pendeln durch Buckfastleigh und nach Buckfast Abbey.
Eine weitere Einnahmequelle für die Eisenbahn ist das in Buckfastleigh befindliche Bahnbetriebswerk (Werkstätten), wo man Lokomotiven der SDR und anderer Eisenbahngesellschaften repariert und wartet. So besitzt die SDR eine „Gibson Ring Press“, mit der man Eisenbahnräder mit einem Mantel versehen kann. Die SDR hat sehr viele Aufträge um Radreifen für Privatbahnen aufzuziehen. Der Vorteil ist, dass die SDR auch Radreifen von nostalgischen Dampfloks anbringen kann. Das Gebäude des Bahnbetriebswerkes wurde im Winter 2008 ausgebaut und verfügt nun über eine großzügige Zuschauertribüne.

## Strecke

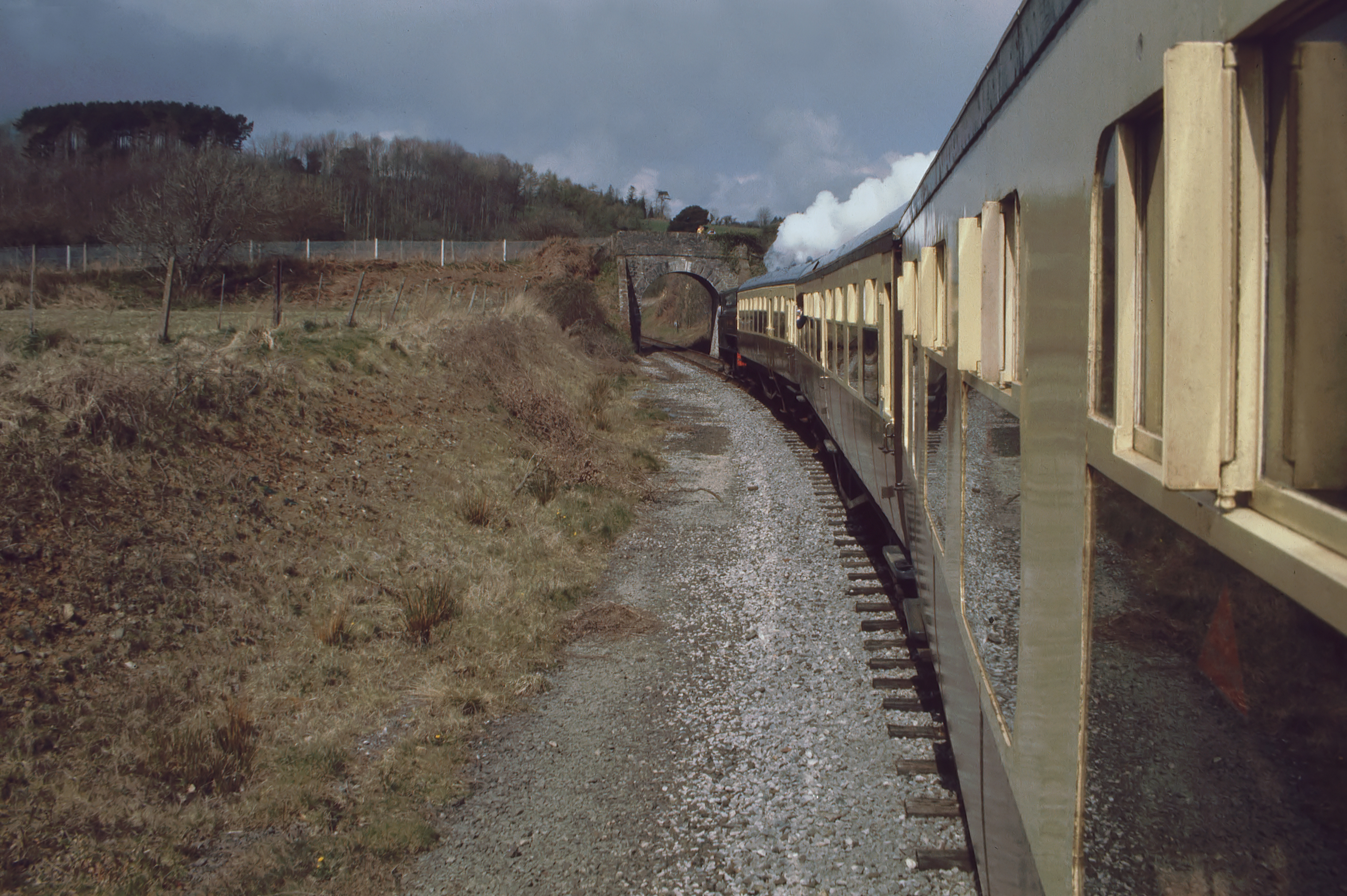
Fahrt nach Totnes

Die eingleisige Bahnstrecke ist 7 Meilen (etwa 11,3 km) lang. Auf der Strecke befindet sich der Bahnhof Buckfastleigh, Betriebsbahnhof Bishops Bridge, Bahnhof Staverton, Haltepunkt Nappers Halt und Bahnhof Totnes-Littlehempston. Weiterhin befindet sich eine Anbindung an das nationale Eisenbahnnetz von Network Rail, welche die Nebenbahn mit der Hauptbahn verbindet. Dieser Anschluss wird allerdings nur für Sonderfahrten genutzt. Der Betrieb wird mit zwei Stellwerken (ein drittes ist in Bau im Bahnhof Totnes-Littlehempston), ein Bahnübergangsposten sowie einer Ortsbedieneinrichtung (wird durch das im Bau befindliche Stellwerk voraussichtlich Sommer 2011 abgelöst) abgewickelt.
Der Bahnbetrieb findet das ganze Jahr durchgehend statt – allerdings mit der Saison angepassten Fahrplänen, da die SDR hauptsächlich eine Touristenbahn ist.